# Johannes Rietstap
Johannes Baptista Rietstap (Roterdão, 12 de maio de 1828 — Haia, 24 de dezembro de 1891) foi um estenógrafo, tradutor, heraldista e genealogista neerlandês.
Filho de Willem Hendrik Rietstap, contador e agente em seguros, e Elizabeth Hermina Remmert, começou sua carreira numa livraria e logo obteve um emprego no jornal Nieuwe Rotterdamsche Courant, ocupado na edição e revisão. Ali começou a desenvolver um forte interesse em história e heráldica, ao mesmo tempo em que estudava várias línguas. Em 1850 aceitou um convite para trabalhar na equipe de estenógrafos do Parlamento dos Países Baixos, e dois anos depois foi efetivado em caráter permanente. Sua carreira oficial transcorreu sem incidentes, estando mais interessado em seus estudos privados, embora tenha chegado mais tarde à posição de Primeiro Estenógrafo. Até a década de 1870 fez muitas traduções de literatura filosófica, histórica e romântica e narrativas de viagens, e como tradutor colaborou com a revista De Tijdstroom. Maandschrift gewijd aan Letteren, Wetenschap en Kunst, que veio a editar por dois anos.
Neste meio tempo, em 1856 apareceu seu primeiro manual de heráldica, Handboek der Wapenkunde, que foi uma importante contribuição para este campo nos Países Baixos. Em 1861 publicou a primeira edição da obra, escrita em francês, que lhe traria fama internacional, Armorial général, contenant la description des armoiries des familles nobles et patriciennes de l'Europe, précédé d'un dictionnaire des termes du blason, um vasto compêndio contendo a descrição dos brasões de cerca de 46 mil famílias nobres e patrícias de toda a Europa, complementado com um dicionário.
Em 1871 lançou um periódico, Heraldieke Bibliotheek, que manteria editando até 1882. Na mesma época surgiu o Wapenboek der Nederlandschen Adel, sobre a heráldica nobre neerlandesa, ampliado com o trabalho De Wapens van den Tegenwoordigen en den Vroegeren Nederlandschen Adel met Genealogische en Heraldische Aanteekeningen, publicados entre 1880 e 1887. Ao mesmo tempo foi refinando e ampliando significativamente o Armorial général. A segunda edição, em dois volumes, apareceu entre 1884 e 1887. Segundo Rob van Drie, Rietstap pode ser considerado o fundador da heráldica moderna na Holanda, estabelecendo uma base teórica atualizada e especialmente criando um corpo conceitual e uma terminologia adequados às tradições locais, além de ter contribuído significativamente para a evolução desta ciência em nível continental. Entre 1903 e 1926 Victor Rolland e seu filho Henri publicaram uma edição ilustrada do Armorial général em seis volumes, e entre 1904 e 1954 uma versão ampliada em sete volumes.